# Somolinos
Somolinos là một đô thị trong tỉnh Guadalajara, Castile-La Mancha, Tây Ban Nha.
41°14′43″B 3°03′28″T / 41,24528°B 3,05778°T